# یواس‌اس گرند آیلند (پی‌اف-۱۴)
یواس‌اس گرند آیلند (پی‌اف-۱۴) (به انگلیسی: USS Grand Island (PF-14)) یک کشتی بود که طول آن ۳۰۳ فوت ۱۱ اینچ (۹۲٫۶۳ متر) بود. این کشتی در سال ۱۹۴۴ ساخته شد.